# Skoghalls kyrkobokföringsdistrikt
Skoghalls kyrkobokföringsdistrikt var ett kyrkobokföringsdistrikt (ofta förkortat kbfd) i Hammarö församling i Karlstads stift. Dessa distrikt utgjorde delar av en församling i Sverige som i folkbokföringshänseende var likställd med en församling. Distriktet bildades den 1 januari 1924 (enligt beslut den 4 maj 1923) när Hammarö församling delades upp på två kyrkobokföringsdistrikt (Hammarö och Skoghall) och upplöstes den 1 januari 1958 då uppdelningen av Hammarö församling på två kyrkobokföringsdistrikt upphörde.
Skoghalls kyrkobokföringsdistrikt hade församlingskoden 176100.

## Areal
Skoghalls kyrkobokföringsdistrikt omfattade i samband med dess upplösning 1 januari 1958 en areal av 10,90 kvadratkilometer, varav 10,00 km² land.